# Cyrtodactylus elok
Cyrtodactylus elok är en ödleart som beskrevs av  Dring 1979. Cyrtodactylus elok ingår i släktet Cyrtodactylus och familjen geckoödlor. Inga underarter finns listade i Catalogue of Life.